# Grande Prêmio de Mônaco de 2013
O Grande Prêmio de Mônaco de 2013  foi a sexta corrida da temporada de 2013 da Fórmula 1, sendo a 60ª edição do Grande Prêmio de Mônaco. A prova foi disputada nos dias 23, 25 e 26 de maio no Circuito de Monte Carlo, em Monte Carlo.

## Resultados

### Classificatório
| Pos | Nº | Piloto              | Equipe               | Q1        | Q2       | Q3       | voltas |
| --- | -- | ------------------- | -------------------- | --------- | -------- | -------- | ------ |
| 1   | 9  | Nico Rosberg        | Mercedes             | 1:24:620  | 1:16:135 | 1:13:876 | 31     |
| 2   | 10 | Lewis Hamilton      | Mercedes             | 1:23:779  | 1:16:265 | 1:13:967 | 31     |
| 3   | 1  | Sebastian Vettel    | Red Bull-Renault     | 1:24:243  | 1:15:998 | 1:13:980 | 29     |
| 4   | 2  | Mark Webber         | Red Bull-Renault     | 1:25:352  | 1:17:322 | 1:14:181 | 30     |
| 5   | 7  | Kimi Raikkonen      | Lotus-Renault        | 1:25:835  | 1:16:040 | 1:14:822 | 31     |
| 6   | 3  | Fernando Alonso     | Ferrari              | 1:23:712  | 1:16:510 | 1:14:824 | 32     |
| 7   | 6  | Sergio Perez        | McLaren-Mercedes     | 1:24:682  | 1:17:748 | 1:15:148 | 31     |
| 8   | 15 | Adrian Sutil        | Force India-Mercedes | 1:25:108  | 1:17:261 | 1:15:383 | 29     |
| 9   | 5  | Jenson Button       | McLaren-Mercedes     | 1:23:744  | 1:17:420 | 1:15:647 | 29     |
| 10  | 18 | Jean-Eric Vergne    | Toro Rosso-Ferrari   | 1:23:699  | 1:17:623 | 1:15:703 | 29     |
| 11  | 11 | Nico Hulkenberg     | Sauber-Ferrari       | 1:25:547  | 1:18:331 |          | 22     |
| 12  | 19 | Daniel Ricciardo    | Toro Rosso-Ferrari   | 1:24:852  | 1:18:344 |          | 23     |
| 13  | 8  | Romain Grosjean     | Lotus-Renault        | 1:23:738  | 1:18:603 |          | 13     |
| 14  | 17 | Valtteri Bottas     | Williams-Renault     | 1:24:681  | 1:19:077 |          | 22     |
| 15  | 21 | Giedo van der Garde | Caterham-Renault     | 1:26:095  | 1:19:408 |          | 21     |
| 16  | 16 | Pastor Maldonado    | Williams-Renault     | 1:23:452  | 1:21:688 |          | 22     |
| 17  | 14 | Paul di Resta       | Force India-Mercedes | 1:26:322  |          |          | 14     |
| 18  | 20 | Charles Pic         | Marussia-Cosworth    | 1:26:633  |          |          | 13     |
| 19  | 12 | Esteban Gutierrez   | Sauber-Ferrari       | 1:26:917  |          |          | 12     |
| 20  | 21 | Max Chilton         | Marussia-Cosworth    | 1:27:303  |          |          | 131    |
| 21  | 22 | Jules Bianchi       | Marussia-Cosworth    | Sem Tempo |          |          | 1      |
| 22  | 4  | Felipe Massa        | Ferrari              | Sem tempo |          |          | 0      |
|     |    |                     |                      |           |          |          |        |

### Corrida
| Pos | Nº | Piloto              | Equipe                  | Voltas | Tempo             | Grid | Pontos |
| 1   | 9  | Nico Rosberg        | Mercedes                | 78     | 2h17m52s056mil    | 1    | 25     |
| 2   | 1  | Sebastian Vettel    | Red Bull Racing-Renault | 78     | +3.8s             | 3    | 18     |
| 3   | 2  | Mark Webber         | Red Bull Racing-Renault | 78     | +6.3s             | 4    | 15     |
| 4   | 10 | Lewis Hamilton      | Mercedes                | 78     | +13.8s            | 2    | 12     |
| 5   | 15 | Adrian Sutil        | Force India-Mercedes    | 78     | +21.4s            | 8    | 10     |
| 6   | 5  | Jenson Button       | McLaren-Mercedes        | 78     | +23.1s            | 9    | 8      |
| 7   | 3  | Fernando Alonso     | Ferrari                 | 78     | +26.7s            | 6    | 6      |
| 8   | 18 | Jean-Eric Vergne    | STR-Ferrari             | 78     | +27.2             | 10   | 4      |
| 9   | 14 | Paul di Resta       | Force India-Mercedes    | 78     | +27.6s            | 17   | 2      |
| 10  | 7  | Kimi Raikkonen      | Lotus-Renault           | 78     | +36.5s            | 5    | 1      |
| 11  | 11 | Nico Hulkenberg     | Sauber-Ferrari          | 78     | +42.5s            | 11   |        |
| 12  | 17 | Valtteri Bottas     | Williams-Renault        | 78     | +42.6s            | 14   |        |
| 13  | 12 | Esteban Gutierrez   | Sauber-Ferrari          | 78     | +43.2s            | 19   |        |
| 14  | 23 | Max Chilton         | Marussia-Cosworth       | 78     | +49.8s            | 22   |        |
| 15  | 21 | Giedo van der Garde | Caterham-Renault        | 78     | +62.5s            | 15   |        |
| 16  | 6  | Sergio Perez        | McLaren-Mercedes        | 72     | Travões           | 7    |        |
| Ret | 8  | Romain Grosjean     | Lotus-Renault           | 63     | Danos de Acidente | 13   |        |
| Ret | 19 | Daniel Ricciardo    | STR-Ferrari             | 61     | Acidente          | 12   |        |
| Ret | 22 | Jules Bianchi       | Marussia-Cosworth       | 58     | Travões           | 20   |        |
| Ret | 16 | Pastor Maldonado    | Williams-Renault        | 44     | Acidente          | 16   |        |
| Ret | 4  | Felipe Massa        | Ferrari                 | 28     | Acidente          | 21   |        |
| Ret | 20 | Charles Pic         | Caterham-Renault        | 7      | Câmbio            | 18   |        |